# Nœud sans fin
Pour les articles homonymes, voir Nœud.

Version en treillis d'un nœud sans fin

étude mathématique (en nombres complexes) de la version florale du nœud sans fin

Un nœud sans fin ou nœud infini (en sanskrit : Shrivatsa ; chinois simplifié : 盘长结 ; chinois traditionnel : 盤長結 ; pinyin : pánzhǎng jié ; mongol : ᠠᠯᠤᠬᠠᠨ
ᠬᠡ, cyrillique : Алхан хээ en tibétain : དཔལ་བེའུ, Wylie : dpal be'u ;) est un nœud symbolique des Ashtamangala, les huit symboles de bon augure du bouddhisme tibétain. Il peut être représenté sous forme d'un treillis ou d'une fleur.
Dans la sphère indienne, le terme shrivatsa désigne d'autres symboles en relation avec la déesse Lakshmi.

## Bouddhisme tibétain
Il est omniprésent dans l'artisanat chinois, fortement imprégné de bouddhisme, notamment dans les nœuds pendentifs, il est considéré comme diagramme de chance et y symbolise la longévité, la continuité, l'amour et l'harmonie. Il a également influencé les talismans en Corée, notamment dans les Norigae ou les motifs des vêtements. On le retrouve dans la culture contemporaine dans le logo de China Unicom
En tant que l'un des ashtamangala (huit symboles de bon augure) du bouddhisme, il se retrouve fréquemment dans l'art religieux chinois, incluant le bouddhisme tibétain (bouddhisme vajrayana), majoritairement pratiqué dans les régions du Tibet et de Mongolie-Intérieure et des pays voisins ; Mongolie, Touva, Kalmoukie, Bhoutan, Népal, Bouriatie, etc., ainsi que dans le bouddhisme mahāyāna, pratiqué davantage dans le reste de la Chine, en Corée, au Japon et au Vietnam.
En Chine, il est parfois également vu comme représentant les entrailles de l'ennemi vaincu. La caractéristique homophone de ces deux termes, 脏, zàng, « viscères ou entrailles » et 长 / 長, zhǎng est probablement lié à cela.

Utilisation sur des objets
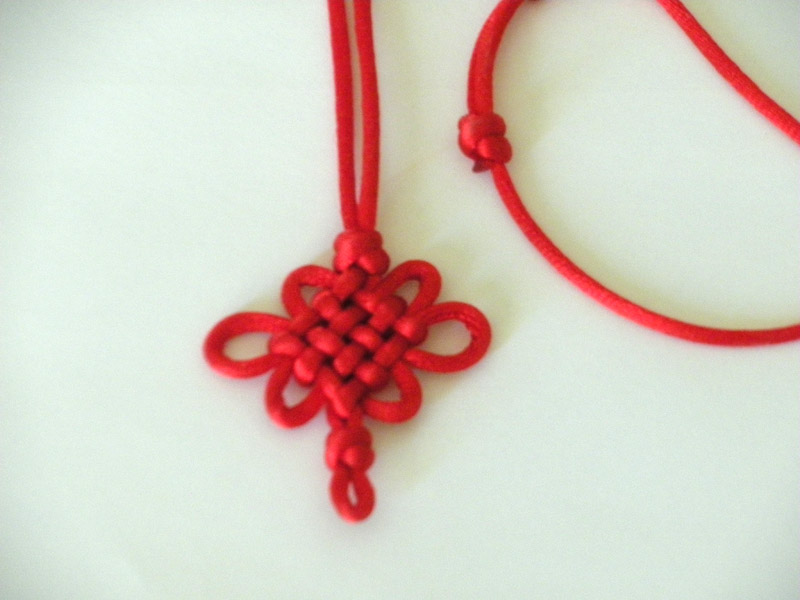
Nœud sans fin sur un pendentif en nœud chinois
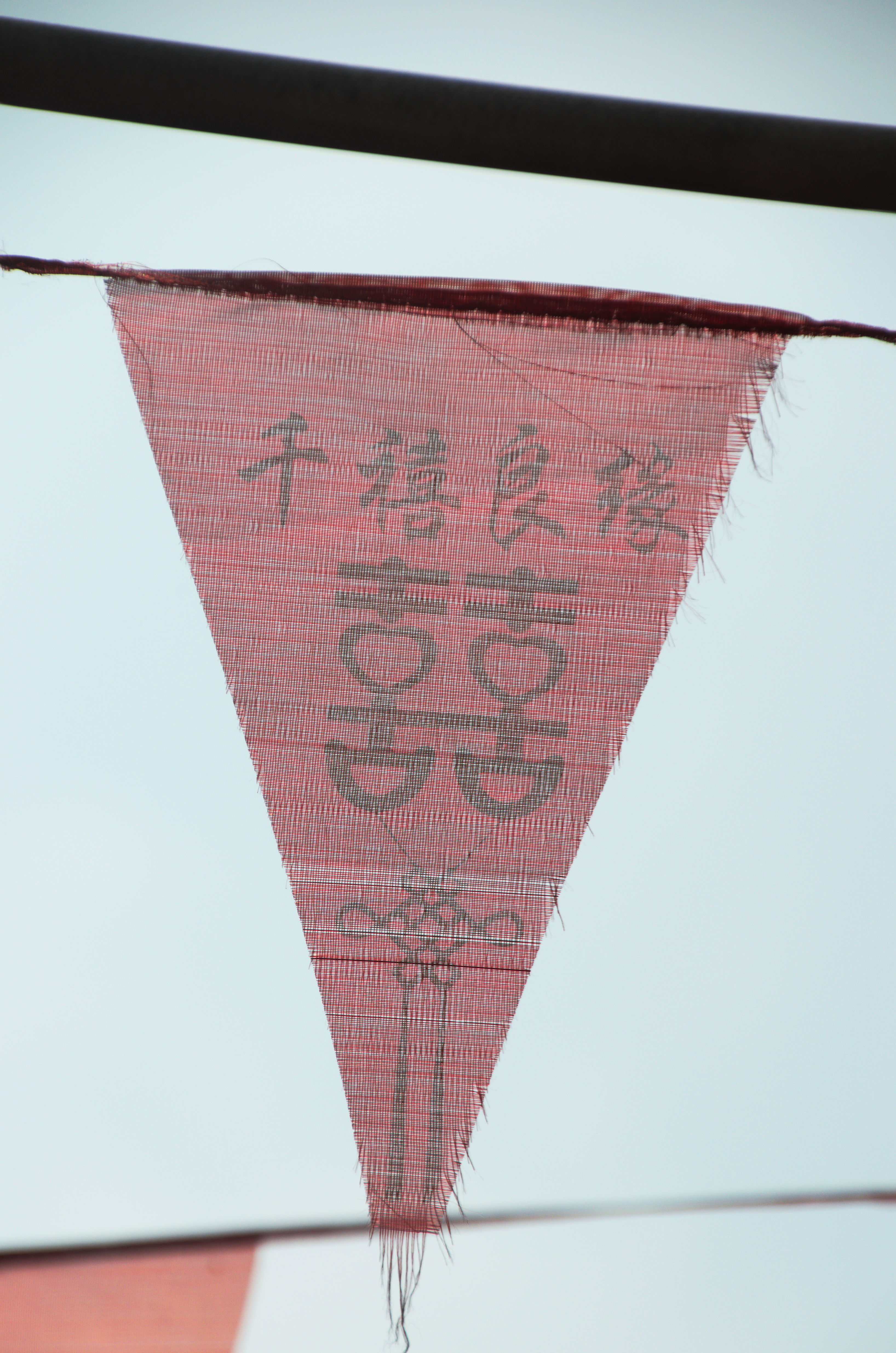
Drapeau de bon augure comportant le double bonheur et un nœud sans fin à Pingyao
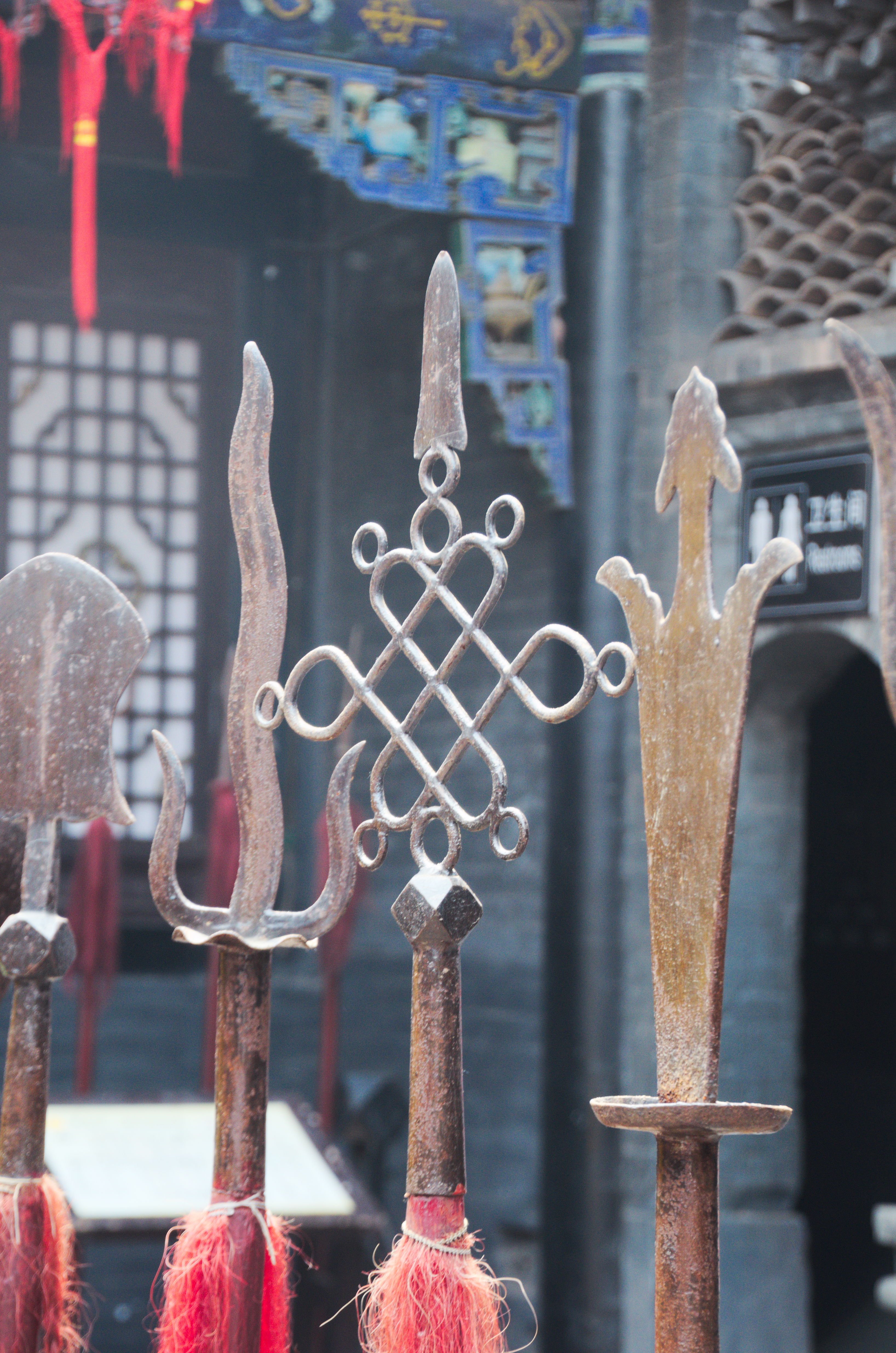
Hallebarde comportant un nœud sans fin, Pingyao, province du Shanxi
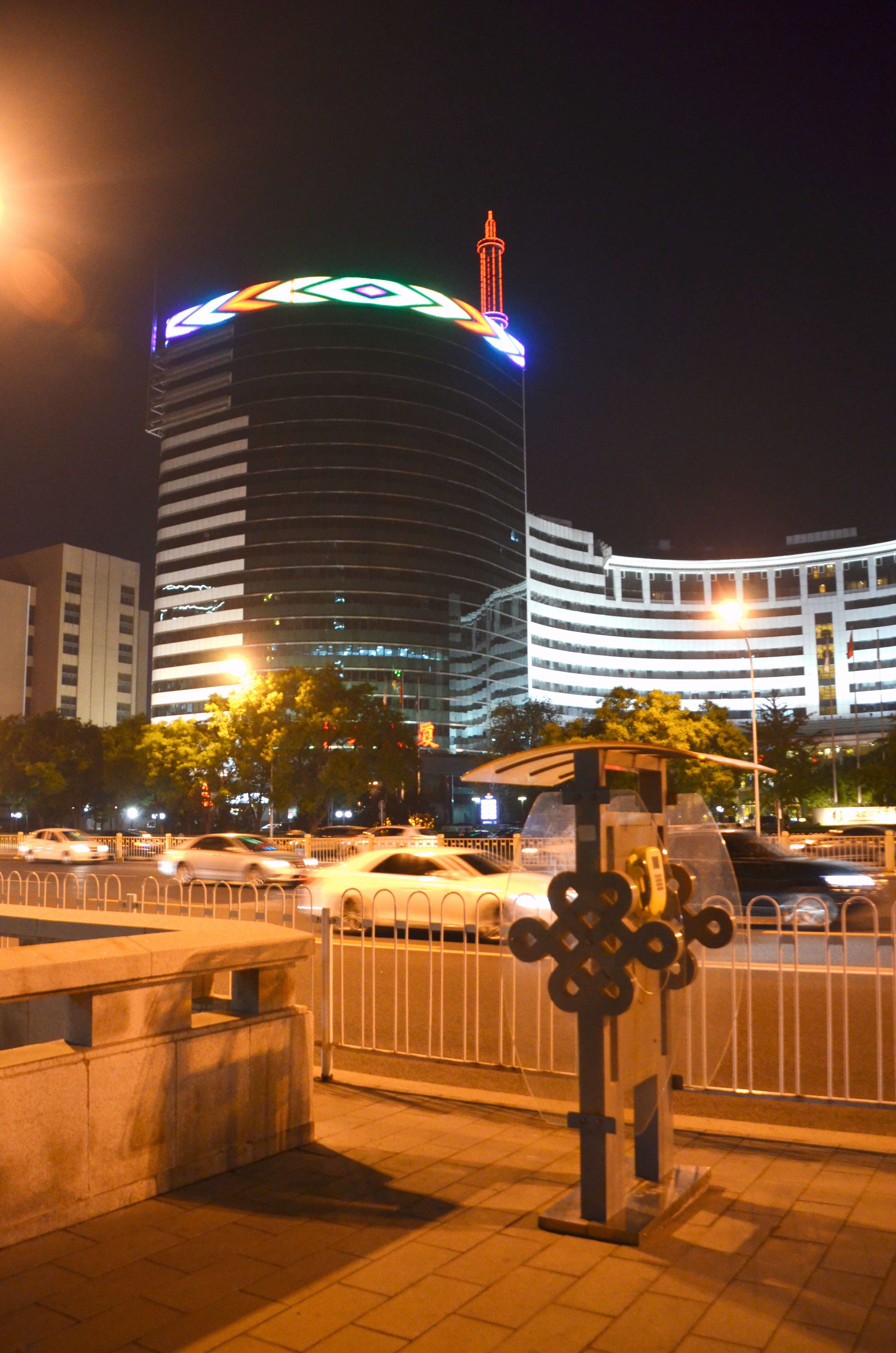
Cabine téléphonique comportant un nœud sans fin à Pékin.
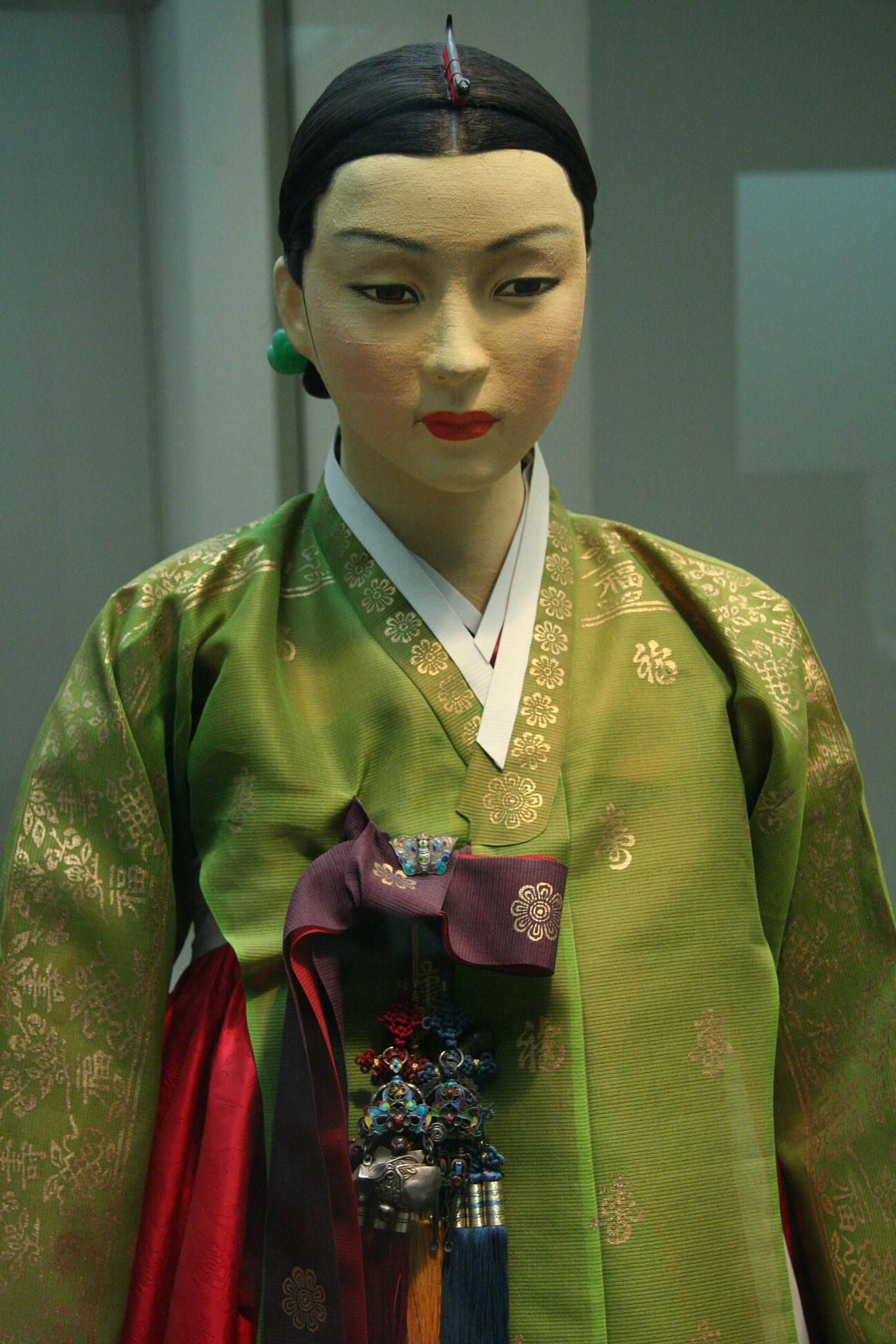
Hanbok royal coréen comportant plusieurs nœuds sans fin au Musée folklorique national de Corée.
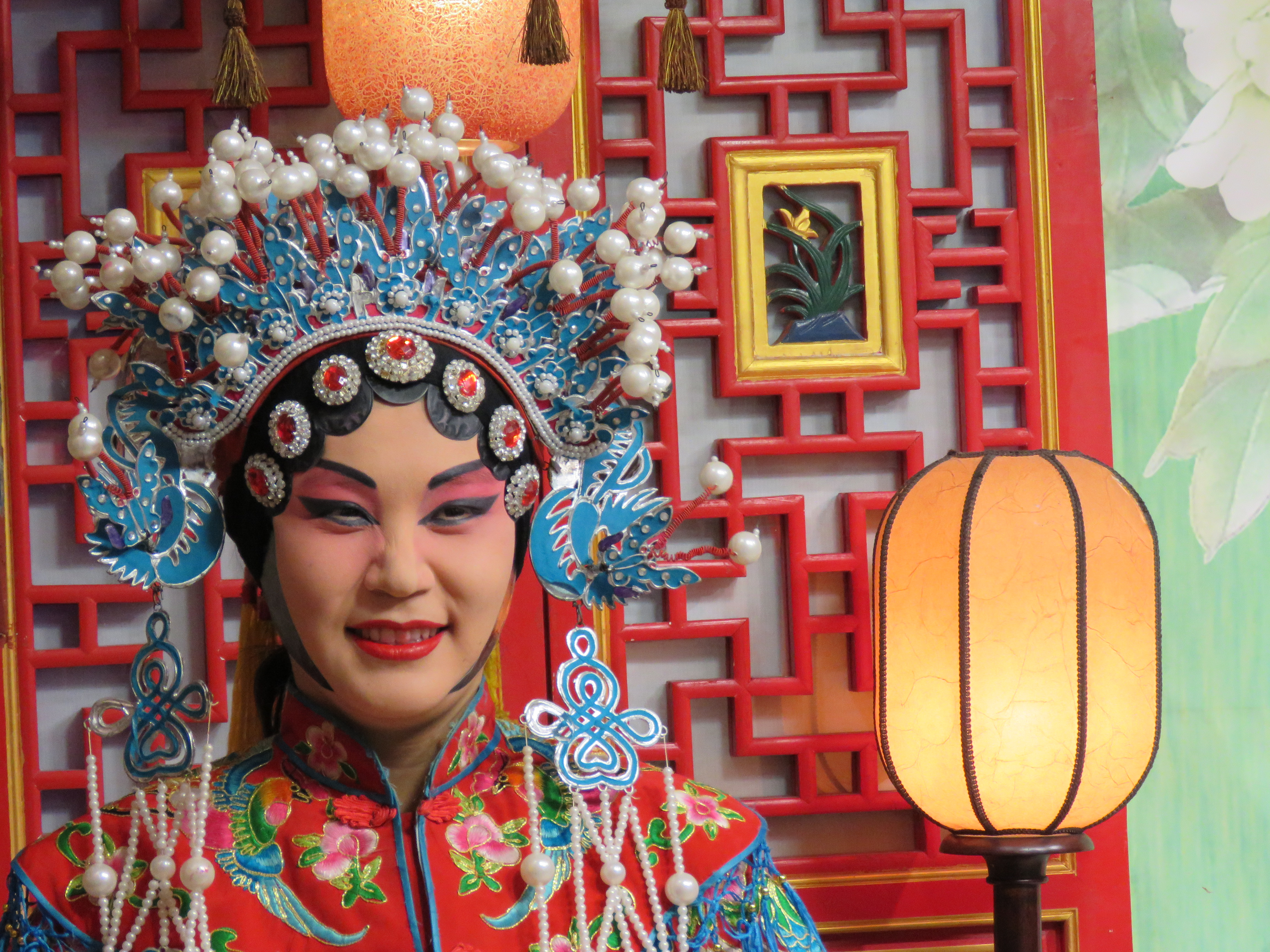
Nœuds sans fin sur des pendentifs d'un personnage d'opéra du Sichuan
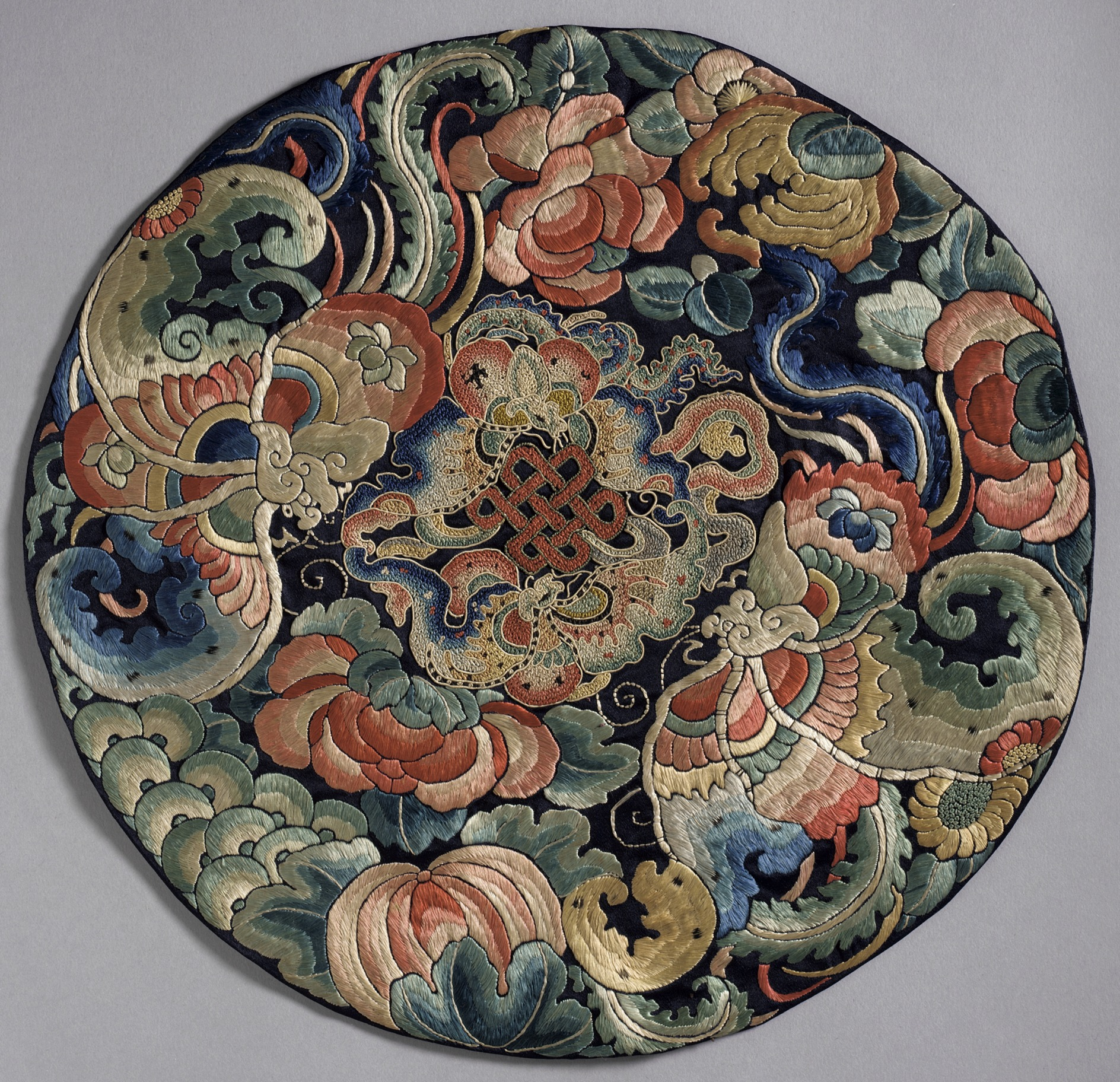
Broderie chinoise datant de la fin de la dynastie Qing (1850-1900) comportant un nœud infini en son centre.
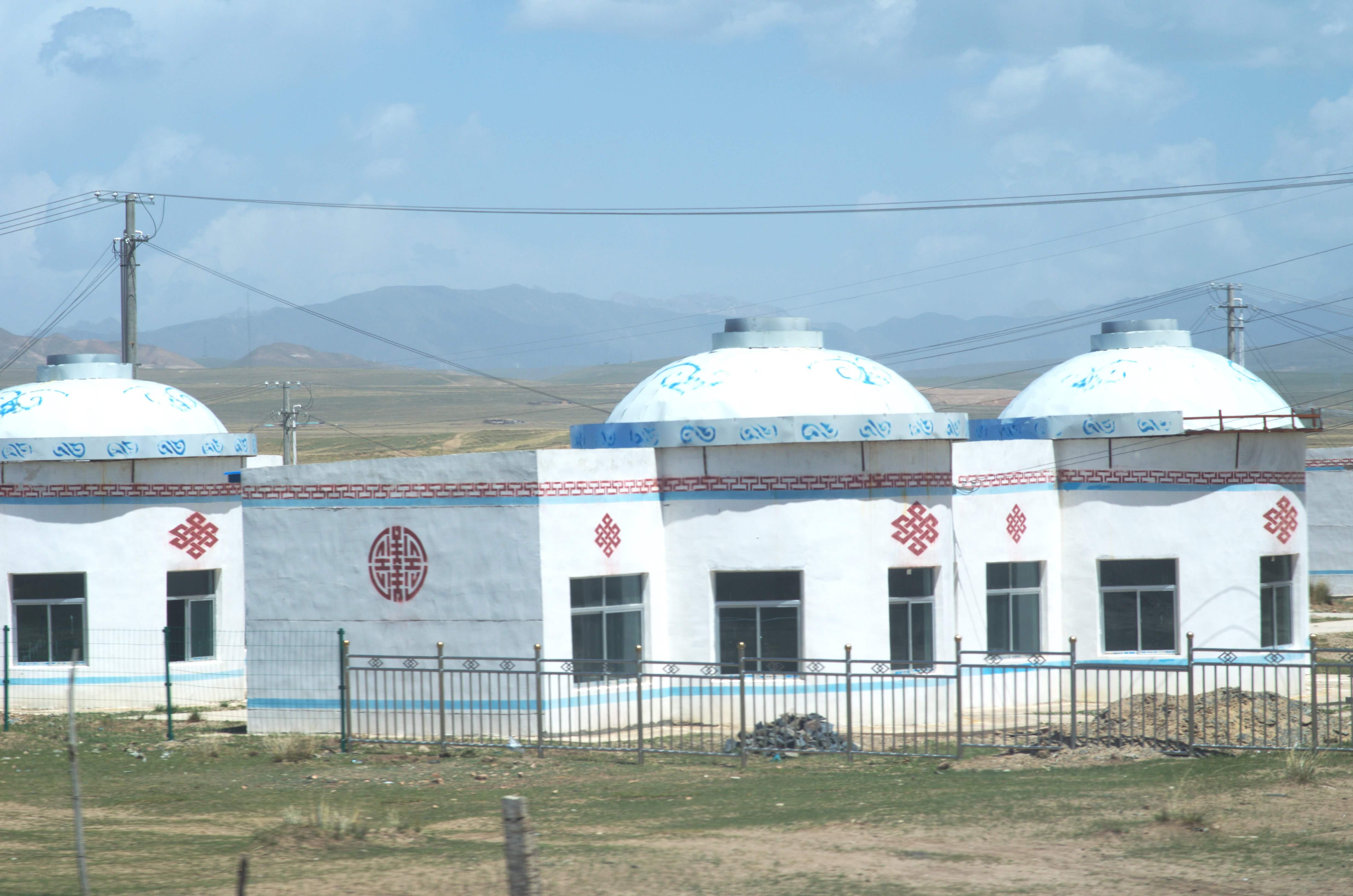
Yourtes mongoles en dur au bord du Lac Qinghai, sur le plateau du Tibet, comportant également le caractère shou
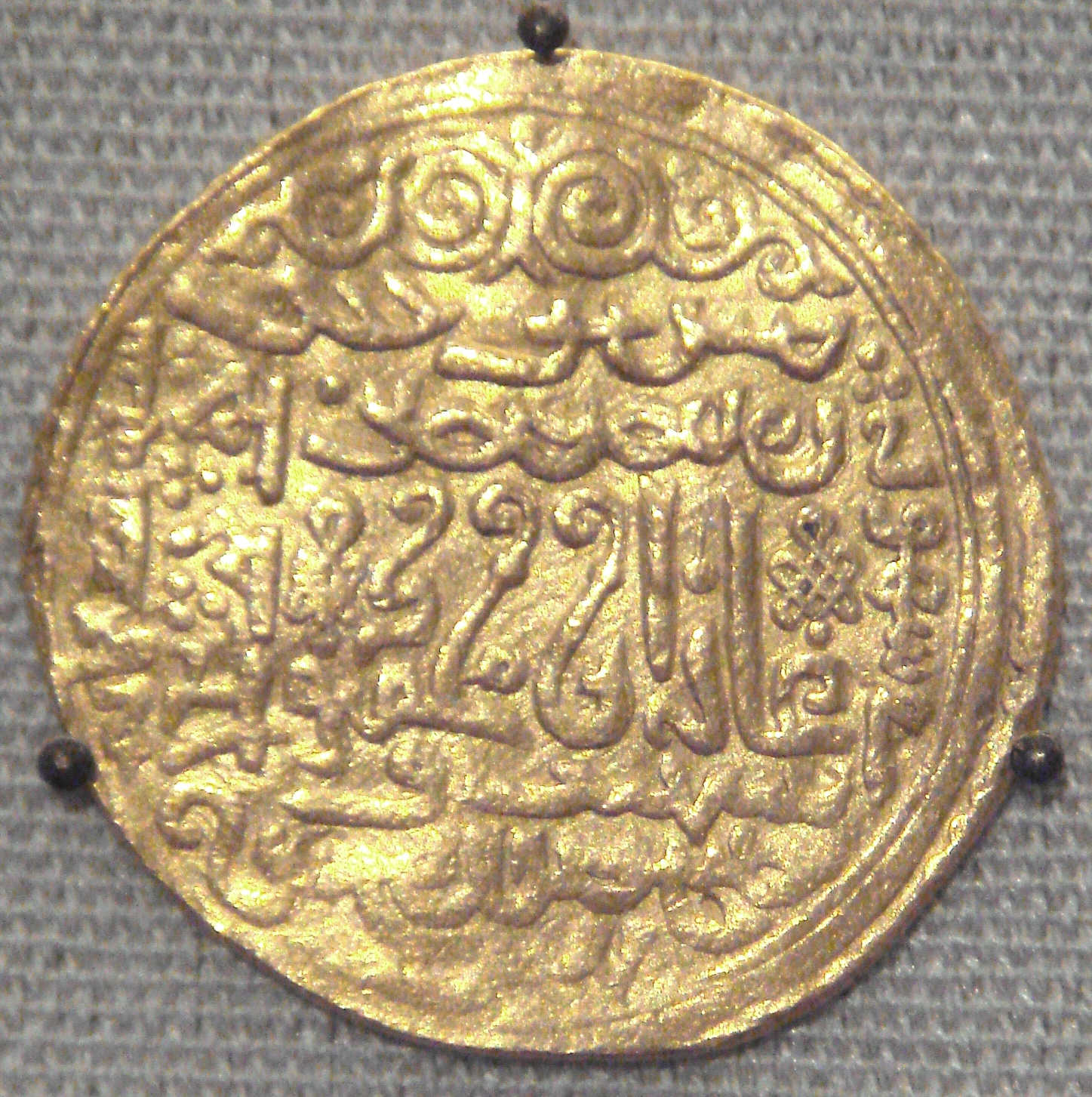
Pièce irano-mongole sous les Ilkhanides, comportant un nœud infini, et des écritures persanes et mongoles.

Utilisation sur des drapeaux
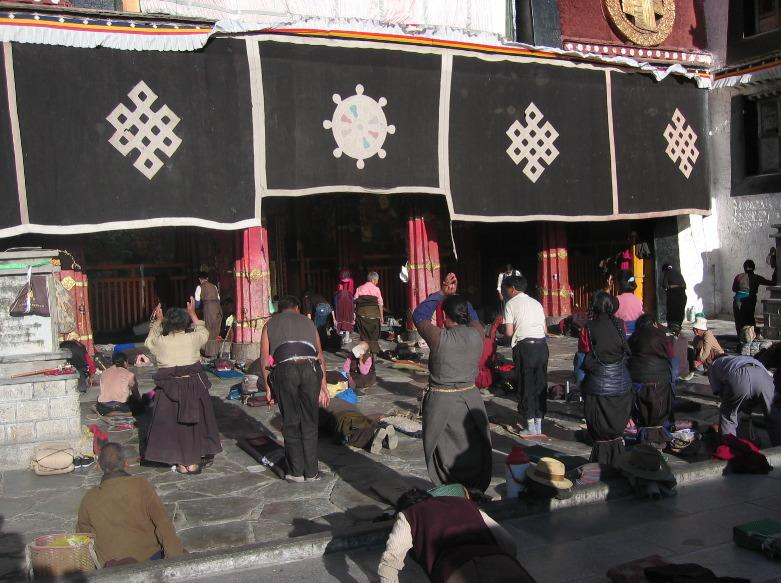
Nœud sans fin, symboles de bon augure décorant l'entrée du temple de Jokhang.
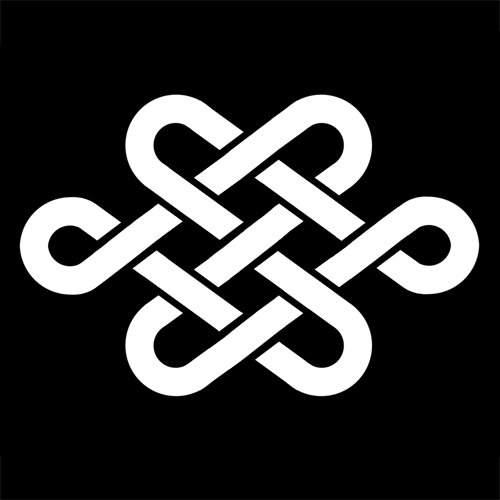
Yakusha mon d'un acteur japonais de kabuki
Blason du Raïon de Chebalino, république de l'Altaï, en fédération de Russie
Drapeau ayant peut être utilisé par le Khanat kazakh.

### Symbole du bouddhisme tibétain
Dans le bouddhisme tibétain, il est à l’origine un symbole d’amour et de l'interdépendance des phénomènes. Sans début ni fin, il représente également la sagesse infinie du Bouddha, l’union de la sagesse et de la compassion. Il a pour nature de briller d'une multitude de couleurs, représentant l'accomplissement d'un état omniscient, sans obstacle, symbolisant la réalisation des 10 perfections de l'esprit.